# Keyence
Keyence Corporation (яп. 株式会社キーエンス кабусики-гайся ки:энсу, TYO: 6861) — японская компания глобальный поставщик компонентов для промышленной автоматизации, со штаб-квартирой в Осаке, префектура Осака, Япония. Основными сферами деятельности компании являются разработка, проектирование, производство и продажа различных датчиков автоматизации, измерительных приборов, лазерных маркеров, систем технического зрения, считывателей штрих-кодов, цифровых микроскопов и другого электронного прикладного оборудования для автоматизации производства. Keyence является одним из крупнейших в мире производителей промышленных датчиков и технологий автоматизации. Keyence, хотя и является производителем, не имеет собственных заводов; она специализируется исключительно на планировании и разработке продуктов и не производит конечную продукцию. Продукция Keyence производится сторонними компаниями-производителями.

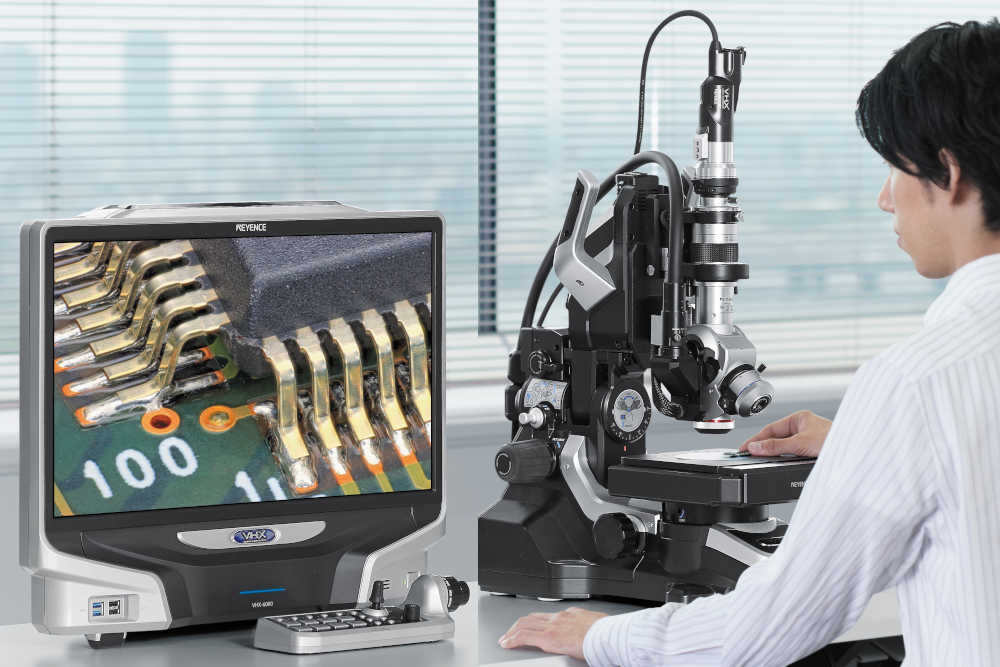
Цифровой микроскоп компании Keyence

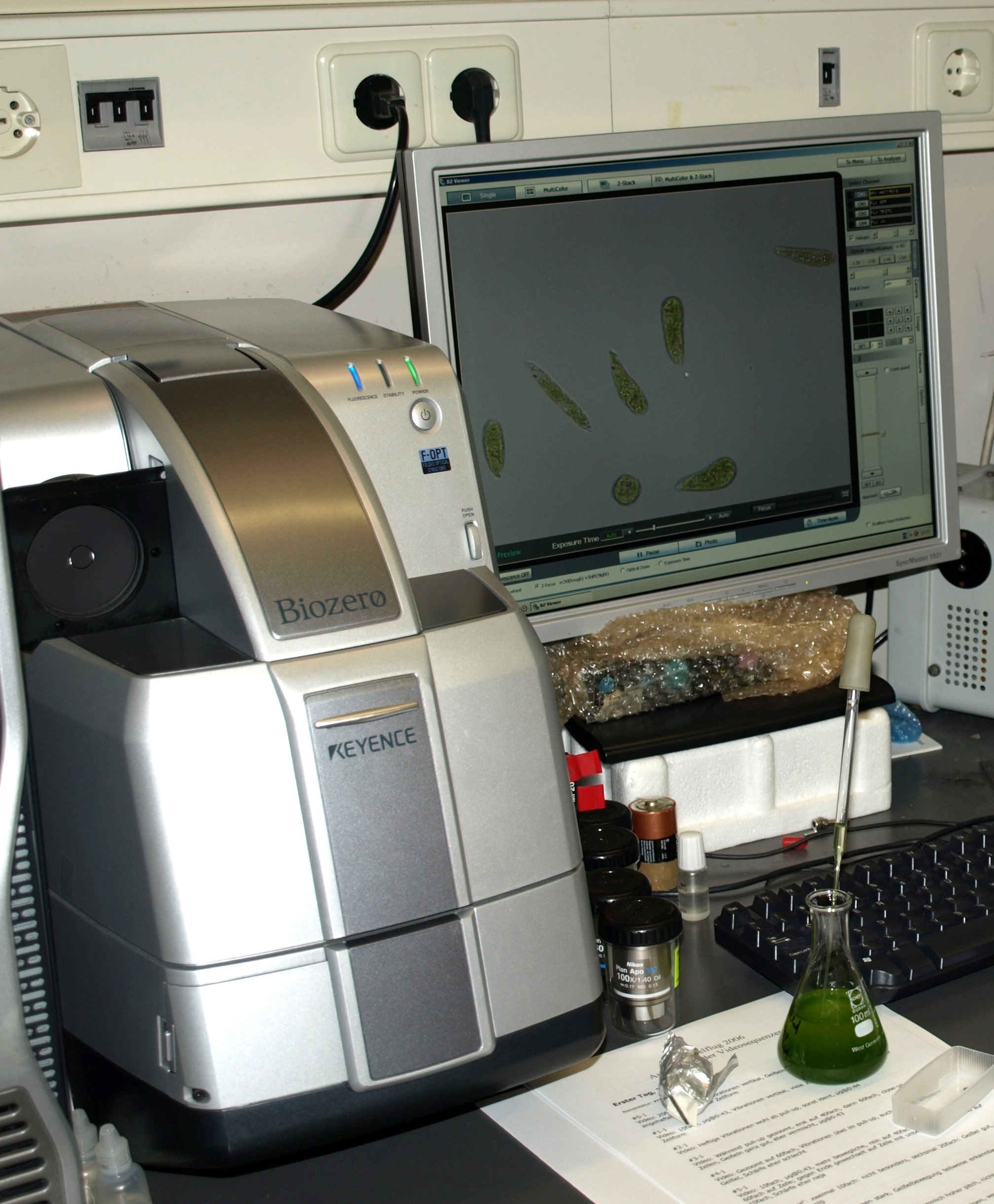
Флуоресцентный микроскоп Keyence-Biozero BZ-8000 от компании Keyence

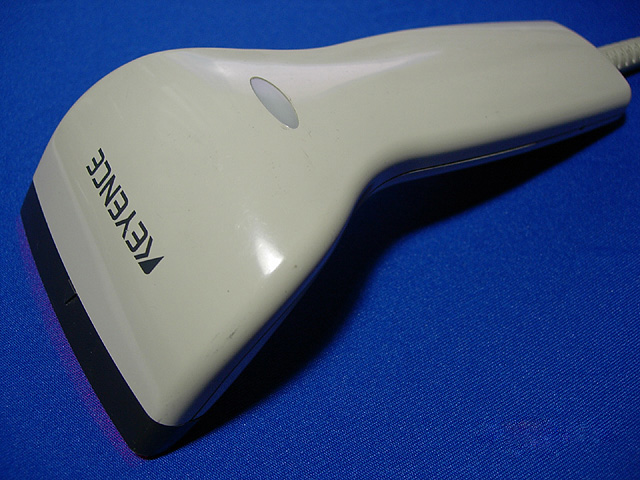
Считыватель штрих-кодов от компании Keyence

С 1989 по 2013 год Keyence продавала радиоуправляемые игрушки для хобби и другие игрушки в качестве товаров широкого потребления, но этот бизнес был передан Acuvance Co., Ltd.

## Описание
Компания Keyence была основана в 1974 году Такемицу Такидзаки в Осаке, с личным состоянием в 21 млрд долларов занимает 78-е место в списке богатейших людей мира по версии Forbes 2023 года и является третьем самым богатым японцем. Название компании Keyence представляет собой искусственное слово, образованное от слогана Key Of Science. Keyence являться одним из крупнейших в мире производителей промышленных датчиков и технологий автоматизации. Основное внимание в бизнес-деятельности уделяется разработке и реализации продукции. Большая часть производства передана субподрядчикам. Около 30 % продаж приходится на новые разработки. Keyence Corporation — глобальная компания с сетью из 18 дочерних компаний по всему миру во всех основных промышленных странах, специализирующихся на автоматизации производства. Keyence Corporation зарабатывает более 4,9 миллиардов долларов США от продаж в год и насчитывает более 8300 сотрудников по всему миру.
Ассортимент продукции Keyence является частью производственных и исследовательских процессов в различных отраслях, включая электронную, полупроводниковую, автомобильную, пищевую и упаковочную, биотехнологическую и фармацевтическую промышленность.
Доля зарубежных продаж компании превышает 50 %. В настоящее время Keyence работает в 200 точках в 44 странах мира. В рейтинге рыночной капитализации японских компаний в 2021 году это третья по величине компания в Японии после Toyota и Sony Group.

## Продукты
Keyence — бесфабричная компания которая продает широкий спектр продуктов, от фотоэлектрических датчиков и датчиков приближения до измерительных приборов для линий контроля и высокоточных микроскопов, используемых в исследовательских институтах. Эти продукты используют более 300 000 клиентов по всему миру. Продукция поставляется со складов Keyence в Японии, США, Великобритании, Канаде, Германии, Италии, Франции, Таиланде, Малайзии, Сингапуре и Южной Корее или через 148 экономических агентов в 31 стране мира.

### Датчики автоматики
- Волоконно-оптические датчики (серия FS)
- Фотоэлектрические и лазерные датчики (серии LR/PR/PZ/PX/LV)
- Лазерные датчики расстояния (GV и IL)
- Датчики цвета и глазных меток (серия LR-W)

### Промышленная безопасность
- Световые завесы безопасности (серия GL)
- Лазерные сканеры безопасности (серия SZ)

### Системы машинного зрения и датчики технического зрения
- Гибкие системы машинного зрения (серия XG-X)
- Интеллектуальные системы машинного зрения (серия CV-X)
- Датчики технического зрения (серия IV)
- С машинным обучением (IV2/IV3)
- Считыватели штрих-кода (серия SR)

### Промышленные лазерные маркеры
- Лазерные УФ-маркеры (серия MD-U)
- Гибридные лазерные маркеры (YVO4 + Fiber) (серия MD-X)
- Волоконные лазерные маркеры (серия MD-F)
- Лазерные маркеры CO 2 (серия ML-Z)
- Лазерные маркеры Green/SHG (серия MD-T)

### Промышленные струйные принтеры
- Стандартный черный струйный принтер
- Мелкосимвольный струйный принтер
- Желтый струйный
- Белый струйный

### Системы измерения и датчики
- Портативная цеховая координатно-измерительная машина (серия XM)
- Системы измерения изображения (серия IM) — оптический компаратор
- Одномерные лазерные датчики смещения (серия LK)
- 2D лазерные датчики смещения (серия LJ)
- Оптические лазерные сканирующие микрометры (серия LS)
- 2D оптические микрометры (серия TM)
- Датчики контактного расстояния LVDT (серия GT)
- Сканирующие лазерные конфокальные датчики (серия LT)
- Спектрально-интерференционные измерители смещения (серия SI)

### Усовершенствованные микроскопы
- Цифровой микроскоп (серия VHX)
- Лазерный сканирующий микроскоп (серия VK)
- Высокоскоростной микроскоп (серия VW)
- Флуоресцентный микроскоп (серия BZ)

### Статические нейтрализаторы
- Барьерные антистатические устройства (серия SJ-H)
- Сепараторы статического электричества нагнетательного типа (серия SJ-F)
- Антистатические устройства точечного типа (серия SJ-M)

### Программируемые логические контроллеры
- Компактный тип (серия KV-Nano)
- Модульный тип (серия KV-8000)

## История
- 1974 год – Основана компания Reed Electric Co., Ltd.
- 1985 год – Открытие местного филиала в США.
- 1986 год – Название компании изменено на Keyence Corporation.
- 1987 год – Компания зарегистрирована во второй секции Осакской фондовой биржи.
- 1989 год – Котируется во второй секции Токийской фондовой биржи.
- 1990 год
  - Основана местная дочерняя компания в Германии.
  - Котируется в первой секции Осакской фондовой биржи.
  - Котируется в первой секции Токийской фондовой биржи.
- 1993 год
  - Учрежден местный филиал в Южной Корее.
  - Открытие дочерней компании в Великобритании.
- 1994 год – Завершение строительства нового здания штаб-квартиры и научно-исследовательской лаборатории.
- 1996 год – Открытие дочерней компании в Сингапуре.
- 1997 год – Открытие дочерней компании в Малайзии.
- 1998 год
  - Основана местная дочерняя компания во Франции.
  - Учрежден местный филиал в Таиланде.
- 1999 год – Открытие местного филиала на Тайване.
- 2001 год
  - Основана местная дочерняя компания в Гонконге.
  - Открыта Токийская исследовательская лаборатория.
  - Учрежден местный филиал в Шанхае.
- 2003 год – Открытие дочерней компании в Италии.
- 2004 год – Открытие дочерней компании в Канаде.
- 2005 год – Открытие дочерней компании в Швейцарии.
- 2006 год – Открытие дочерней компании в Мексике.
- 2011 год
  - Учрежден местный филиал в Бразилии.
  - Учрежден местный филиал в Индии.
- 2013 год – Открытие местного филиала в Индонезии.
- 2014 год – Открытие местного филиала во Вьетнаме.
- 2017 год – Открытие местного филиала на Филиппинах.